# Carroll Shelby
Carroll Hall Shelby (11. ledna 1923 Leesburg, Texas – 10. května 2012 Dallas) byl americký designér, automobilový závodník, podnikatel a spisovatel. Nejvíce je známý svou prací na vozech AC Cobra a Mustang pro Ford Motor Company, které upravoval od konce 60. let 20. století až do konce 20. století. V roce 1962 založil společnost Shelby American s cílem výroby a prodeje automobilů. Napsal také svou autobiografii s názvem The Carroll Shelby Story.

## Mládí
Carroll Shelby se narodil 11. ledna 1923 Warrenovi Hall Shelbymu, venkovskému poštovnímu dopravci, a jeho manželce Eloise (Lawrence) Shelbyové v Leesburgu v americkém státě Texas. Od 7 let trpěl srdečními potížemi, se kterými měl potíže po zbytek jeho života (absolvoval několik transplantací srdce). Svou kariéru zahájil u armádního leteckého sboru Spojených států amerických, kde během druhé světové války sloužil jako letový instruktor a zkušební pilot na letounech AT-11 Kansan a Curtiss AT-9 Jeep.

## Automobilový závodník
Závodit s automobily začal jako amatér. Jeho veliký úspěch v závodě Allards vedl v polovině 50. let 20. století k řízeni automobilů značek Aston Martin a Maserati. Za Donalda Healeye jezdil s vozem Austin-Healey 100S. Na solných pláních Bonneville vytvořil 16 amerických a mezinárodních rychlostních rekordů. V roce 1956 zvítězil v automobilovém závodě v Mount Washington Hillclimb Auto Race ve speciálně připraveném roadsteru Ferrari 375 GP s rekordním časem 10,21 minut. V letech 1958 až 1959 soutěžil ve Formuli 1 a zúčastnil se celkem osmi závodů mistrovství světa a i několika závodu mimo mistrovství. Vrcholem jeho kariéry byl v roce 1959 závod v Le Mans s Royem Salvadorim, který vyhráli. Kvůli srdečním potížím se nemohl účastnit dalších závodů a svou kariéru automobilového závodníka ukončil. V 60. letech se stal předním konstruktérem společnosti Ford Motor Company.